# Glenn McQuaid
Glenn McQuaid, född 28 juni 1973 i Dublin, är en irländsk filmregissör. Han är mest känd för sin långfilmsdebut, skräckkomedin I Sell the Dead från 2008. Han är också en av flera regissörer till den episodiska skräckfilmen V/H/S från 2012.

## Filmografi (i urval)

### Filmer
- 2008 – I Sell the Dead
- 2012 – V/H/S (segmentet Tuesday the 17th)